# Onobrychis jailae
Onobrychis jailae är en ärtväxtart som beskrevs av Czernova. Onobrychis jailae ingår i släktet esparsetter, och familjen ärtväxter. Inga underarter finns listade i Catalogue of Life.